# Всесвітній день людей із синдромом Дауна

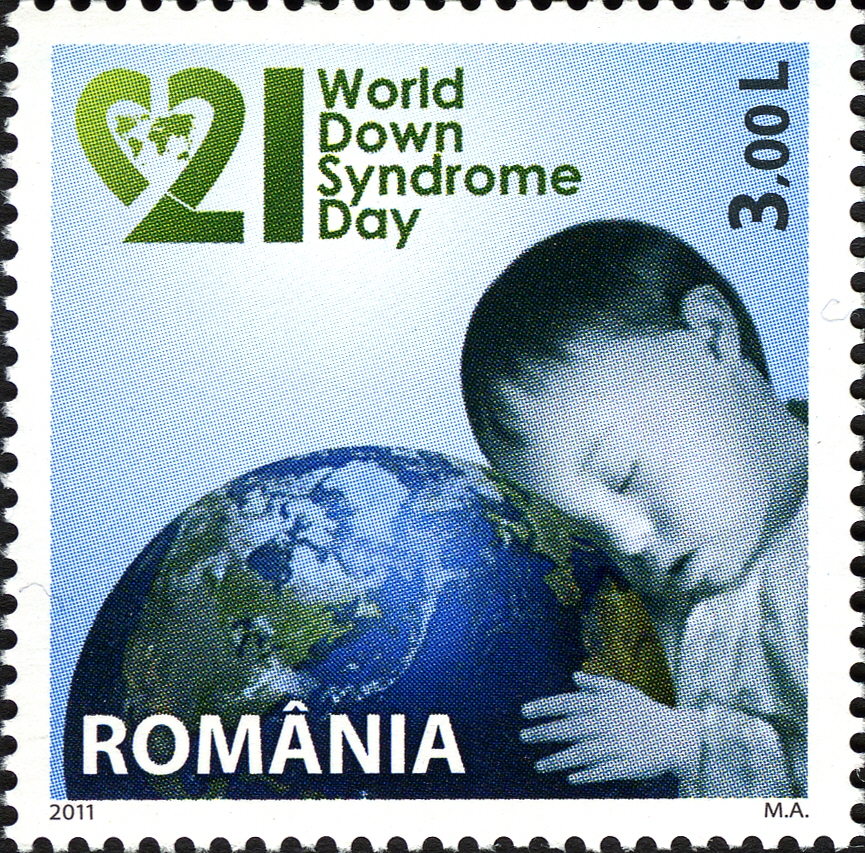
Марка Румунії, присвячена 21 березню

Всесвітній день людей із синдромом Дауна   (англ. World Down Syndrome Day, WDSD) відзначається 21 березня. Цього дня по всьому світу організовуються заходи та події, спрямовані на підвищення обізнаності громадськості, адвокації захисту прав, включення в суспільство та благополуччя людей із синдромом Дауна. До цього дня приурочують публікації матеріалів на цю тематику.

## Історія
AFRT (французька асоціація з дослідження трисомії за 21 хромосомою) була створена 1990 року для підтримки досліджень та інформування про медичні та наукові досягнення в області синдрому Дауна (трисомія 21). 2005 року AFRT вирішила обрати дату 21 березня (21/3 у Європі та 3/21 у Сполучених Штатах) як символічну дату Дня трисомії 21 — трисомія «(березень — третій місяць року) за 21 хромосомою (тому і 21 березня)».
Перша зустріч була організована AFRT 21 березня 2005 року в Парижі на тему «Від пацієнта до дослідження, краще розуміння, щоб краще допомогти» (англ. From patient to research, better understand to better help). Коли в червні того ж року д-р Хуан Перейра (Juan Pereira) організував міжнародну зустріч в Пальмі на Майорці від імені EDSA (Європейська асоціація синдромів Дауна), AFRT запропонувала їм вибрати 21 березня як символічну дату міжнародного дня на трисомії 21 (DS). Тож 21 березня було прийнято як символічна дата правліннями EDSA та Down Syndrome International (DSI).
21 березня 2006 року AFRT організувала свою другу зустріч у Парижі на тему «Як підійти до пацієнта, щоб вилікувати розумове відставання» (англ. How to approach the patient to cure mental deficiency). Водночас професор Стиліанос Е. Антонаракіс (Stylianos E. Antonarakis) з медичної школи Університету Женеви, який знав про рішення AFRT, EDSA і DSI, запропонував АРТ21 (асоціації батьків зі швейцарських аллеманських регіонів), які займалися синдромом, організувати захід 21 березня в Женеві.
Таким чином, 21 березня 2006 року в світі відбулися перші дві події. Відтоді AFRT щороку організовує зустріч на цю дату.

### Міжнародне визнання
20 грудня 2007 року ВООЗ визнала 21 березня Всесвітнім днем людей із синдромом Дауна. Генеральна Асамблея Організації Об'єднаних Націй визнала цю ж дату 19 грудня 2011 року (A/RES/66/149). Генеральна Асамблея вирішила «призначити 21 березня Всесвітнім днем людей із синдромом Дауна, який має відзначатися щороку, починаючи з 2012 року»; і «запропонувати всім державам-членам, відповідним організаціям системи Організації Об'єднаних Націй та іншим міжнародним організаціям, а також громадянському суспільству, включаючи неурядові організації та приватний сектор, дотримуватися Всесвітнього дня людей із синдромом Дауна таким чином, щоб підвищити рівень інформування громадськості про синдром Дауна». Таким чином, щороку, на цю символічну дату, особи із синдромом Дауна, а також люди, що живуть чи працюють із людьми із синдромом Дауна, організовують демонстрації, наукові, соціальні та/або медичні зустрічі, обмінюються своїми знаннями на національному, європейському та міжнародному рівнях.
Генеральний секретар Організації Об'єднаних Націй Пан Гі Мун 21 березня 2012 року заявив:
|  | У цей день давайте знову підтвердимо, що особи з синдромом Дауна мають право на повне й ефективне здійснення всіх прав людини і основних свобод. Давайте кожен із нас зробить свою частину роботи, щоб дозволити дітям і особам із синдромом Дауна повною мірою брати участь у розвитку та житті своїх спільнот на одному рівні з іншими. Давайте побудуємо інклюзивне суспільство для всіх Оригінальний текст (англ.) On this day, let us reaffirm that persons with Down syndrome are entitled to the full and effective enjoyment of all human rights and fundamental freedoms. Let us each do our part to enable children and persons with Down syndrome to participate fully in the development and life of their societies on an equal basis with others. Let us build an inclusive society for all |

## Відзначення
У світі цього дня проходять різноманітні заходи, наприклад, флешмоб «Lots of socks» — люди одягають різні шкарпетки, що символізують непарність хромосом.
Тема Всесвітнього дня людей із синдромом Дауна 2021 року — «Об'єднаймося за допомогою технологій!» — підкреслює, що саме зв'язок між людьми допомагає в найгірших ситуаціях.

## Виноски
1. 1 2  Всесвітній день людей із синдромом Дауна. Чому в Україні ніяк не змінять ставлення і до чого тут підручник Міносвіти. tsn.ua. 21.03.2019. Архів оригіналу за 21 березня 2019. Процитовано 21 березня 2019.
2. ↑  5 міфів про людей з синдромом Дауна, які нарешті треба спростувати. life.pravda.com.ua. 21.03.2019. Архів оригіналу за 28 листопада 2020. Процитовано 21 березня 2019.
3. ↑  Сьогодні — Всесвітній день людей з синдромом Дауна. ukrinform.ua. 21.03.2019. Архів оригіналу за 21 березня 2019. Процитовано 21 березня 2019.
4. ↑  Сьогодні — Всесвітній день людей з синдромом Дауна. unian.ua. 21.03.2017. Архів оригіналу за 21 березня 2019. Процитовано 21 березня 2019.
5. ↑  ART 21 — Association Romande Trisomie 21. www.t21.ch. Архів оригіналу за 21 березня 2019. Процитовано 21 березня 2019.
6. ↑  Архівована копія (PDF). Архів оригіналу (PDF) за 25 жовтня 2020. Процитовано 21 березня 2019.{{cite web}}:  Обслуговування CS1: Сторінки з текстом «archived copy» як значення параметру title (посилання)
7. ↑  Резолюція 66/149 Генеральної Асамблеї ООН (PDF). un.org. Архів оригіналу (PDF) за 12 червня 2020. Процитовано 21 березня 2019. designate 21 March as World Down Syndrome Day, to be observed every year beginning in 2012
8. ↑  Резолюція 66/149 Генеральної Асамблеї ООН (PDF). un.org. Архів оригіналу (PDF) за 12 червня 2020. Процитовано 21 березня 2019. invites all Member States, relevant organizations of the United Nations system and other international organizations, as well as civil society, including non-governmental organizations and the private sector, to observe World Down Syndrome Day in an appropriate manner, in order to raise public awareness of Down syndrome
9. ↑  World Down Syndrome Day, 21 March. www.un.org. Архів оригіналу за 21 березня 2019. Процитовано 21 березня 2019.
10. ↑  Всесвітній день людей з синдромом Дауна: українці приєдналися до флешмобу. podrobnosti.ua. 21.03.2017. Архів оригіналу за 21 березня 2019. Процитовано 21 березня 2019.
11. ↑  #шкарпетуйся: у мережі флешмоб на підтримку людей з синдромом Дауна. rubryka.com. 21.03.2019. Архів оригіналу за 21 березня 2019. Процитовано 21 березня 2019.
12. ↑  World Down Syndrome Day 2021: Date, theme, and significance. www.news18.com (англ.). 21 березня 2021. Архів оригіналу за 10 квітня 2021. Процитовано 21 березня 2021.